# Исаксен, Олаф
Олаф Вильгельм Исаксен (норв. Olaf Isaachsen; 16 мая 1835, Мандал , Вест-Агдер — 22 сентября 1893, Кристиансанн) — норвежский живописец, художник-пейзажист, жанрист. Видный представитель романтизма в живописи Норвегии.

## Биография
Родился в купеческой семье. С 1850 года обучался в Королевской школе рисования в Христиании под руководством Йоханнеса Флинто. С 1854 по 1858 год учился в Академии художеств в Дюссельдорфе у Йозефа Винтергерста, Карла Мюллера и Кристиана Кёлера. Брал частные уроки у Адольфа Тидеманда, который познакомил его с основами норвежского национального романтизма.
С 1859 около года учился у Тома Кутюра в Париже. Позже совершил много поездок, совершествовался в Норвегии и Германии, а также в Бельгии (1857), Франции (1861, 1867), Италии (1863) и Великобритании (1859, 1862). В 1867 и 1874 годах жил в Париже. В 1864, 1867 и в 1872—1875 годах жил и работал в Дюссельдорфе.
Ряд картин живописца хранятся ныне в Гётеборгском художественном музее.